# Marcato

A marcato jelölése a kottában

A marcato egy zenei játékmód és kottai jel. Az olasz eredetű szó jelentése jelzett, megjelölt, mely a hangjegy kottai jelzésére utal. Marcatóval hangot és akkordot is jelölnek, melynek értelmében azt a környezeténél hangsúlyosabban kell játszani. A marcato nem csupán az előadói gyakorlat része, hanem a kottában is szereplő előírás, így a zenemű része.

## Alkalmazása
Jelölése általában a hangjegy fölé írt vízszintes vagy függőleges kacsacsőr, vagy ritkábban maga a marcato szöveg. Előbbi a hagyományos vízszintes kacsacsőrrel történő dinamikai utasításokra utaló, de annál élesebb dinamikai változást jelző előírás.
A marcato a hang erősebb megszólaltatásával elért hangsúlyozást ír elő, azaz dinamikai módosító, azonban sem a ritmusra, sem a hangmagasságra nincs hatással. Előfordul viszont, hogy a marcato megvalósításakor a hangot az előírt időtartamánál rövidebben, staccatóval játsszák, hogy a dinamikai hatást fokozzák.
Vonós hangszereken a marcatót gyakran martellatóval játsszák, azaz a hang megszólaltatását a vonóval tett kalapácsütésszerű mozdulattal kezdik.